# Muszyna (grupa poetycka)

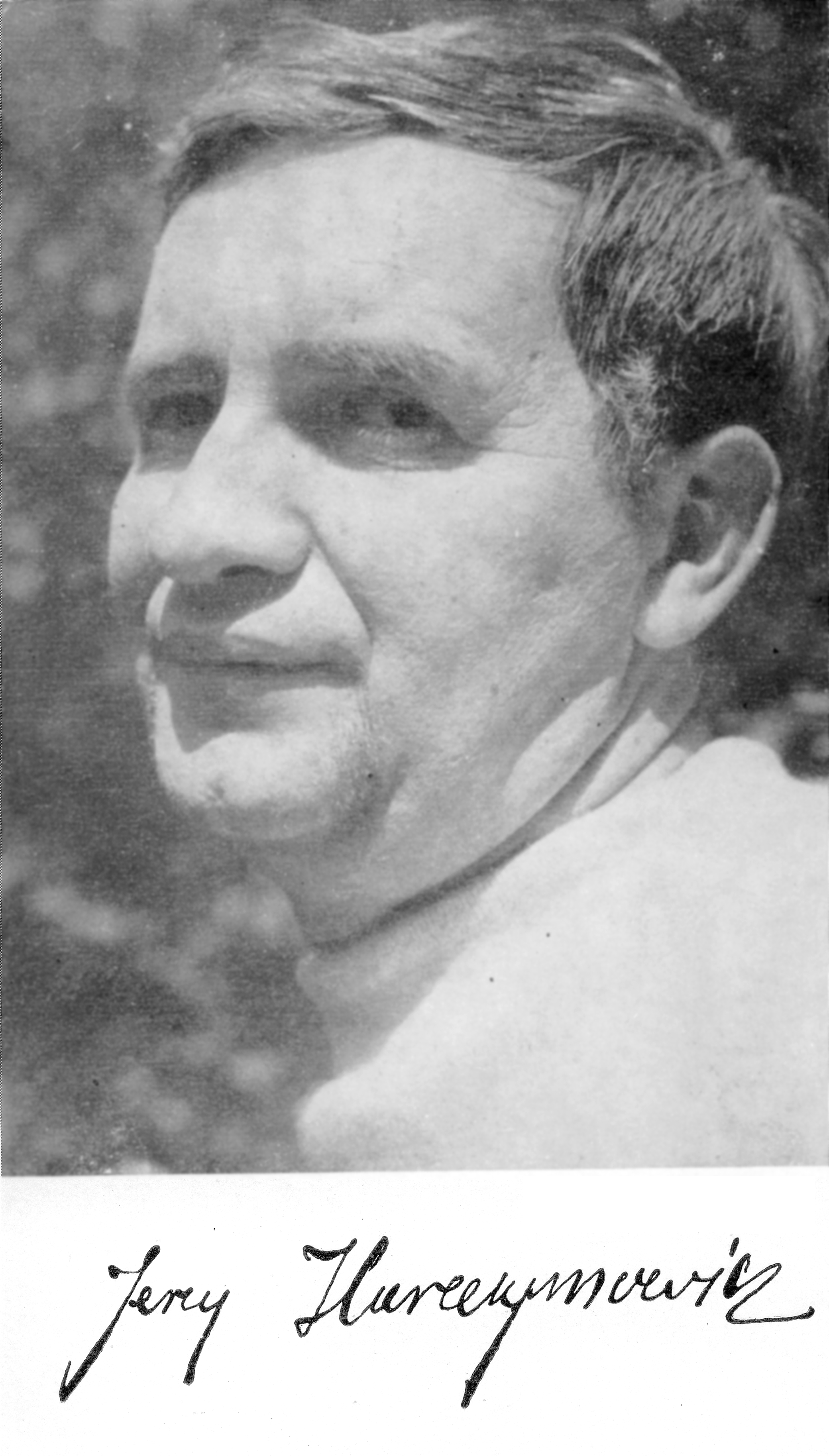
Jerzy Harasymowicz, założyciel grupy poetyckiej Muszyna

Muszyna – polska grupa poetycka działająca w Krakowie w latach 1957–1961.
Założycielem grupy był Jerzy Harasymowicz. Nazwa grupy została wzięta od miejscowości Muszyna, w której pisarze spędzali letnie urlopy. Oprócz Harasymowicza z grupą związani byli twórcy, tacy jak Jan Zych, Ryszard Kłyś, Tadeusz Śliwiak, Elżbieta Zechenter-Spławińska, Teresa Socha-Lisowska, Tadeusz Nowak, Marek Skwarnicki, Janusz Roszko, Jan Stoberski. Członkowie grupy ściśle współpracowali z czasopismem „Zebra”, kilkukrotnie publikowali też kolumny poetyckie w „Dzienniku Polskim”. Grupa organizowała również spotkania i wieczory poetyckie w Krakowie i innych miastach, a w 1961 zwołała Zjazd Pisarzy Polski Południowej.
Grupa nie opublikowała wspólnego manifestu literackiego. Harasymowicz ogłosił jednak we wstępie do kolumny poetyckiej w „Dzienniku Polskim” (1958 nr 10), że grupa przeciwstawia się wpływom awangardy, pozbawionej uczuć, fantazji i lekceważącej prostego czytelnika. Nie rezygnując z nowatorstwa, grupa pragnęła w poezji korzystać z motywów baśniowych i fantastycznych. Ważne miejsce w twórczości grupy zajęły też emocje związane z przyrodą.
W czasie istnienia grupy ukazały się m.in. tomiki Harasymowicza Powrót do kraju łagodności, Przejęcie kopii, Wieża melancholii, Mit o świętym Jerzym, Zycha Wędrująca granica i Nowaka Psalmy na użytek domowy.
Kontynuację działalności Muszyny stanowiły kolejne grupy poetyckie: zainicjowana przez Harasymowicza grupa Barbarus (1967–1972) oraz grupa Tylicz (1969–1976), którą Harasymowicz się opiekował.